# Mordy
Mordy è un comune urbano-rurale polacco del distretto di Siedlce, nel voivodato della Masovia.
Ricopre una superficie di 170,17 km² e nel 2004 contava 1 791 abitanti (dato aggiornato al 2015).
Il paese è collegato alla capitale da due linee ferroviarie. È possibile raggiungere Mordy sia dalla fermata Mordy che dalla più recente Mordy Miasto.
Il nome "Mordy" ha un'origine incerta. Si ritiene che il termine possa essere il plurale di "morda" (muso), parola spesso utilizzata in maniera offensiva in riferimento a persone. Una seconda ipotesi è quella che fa derivare il nome del paese dal termine polacco "mord" (omicidio). Quest'ultima accezione deriverebbe da un massacro da parte dei tatari avvenuto nella zona in epoca medievale.
Ogni anno alla fine del mese di luglio la località ospita un festival musicale folcloristico che attrae visitatori dal circondario.